# 制式
制式指某种产品或服务的参数、功能、样式等规范标准。

#### 电视制式
电视制式是指地面电视在传送及接收信号时的编码标准或是格式标准。
常见有NTSC制式、PAL制式、SECAM制式等。
参见：电视制式、彩色电视广播标准列表

#### 手机制式
手机制式一般指移动通信技术的标准。
参见：0G、1G、2G、2.5G、2.75G、3G、3.5G、3.9G、4G、4.5G、5G

#### 制式装备
制式装备指按照指定的标准、规则生产、装配的装备，生产者在生产过程中对产品不得有任何改变。
参见：各国军队制式步枪列表
- 标准化